# Rick i Morty
Rick i Morty (ang. Rick and Morty) – amerykański animowany serial telewizyjny dla starszej widowni tworzony przez Justina Roilanda oraz Dana Harmona dla Adult Swim. Produkcja w oryginalnym zamyśle miała być parodią filmu Powrót do przyszłości, stworzoną przez Roilanda na potrzeby festiwalu filmowego Channel 101. Po premierze producenci Adult Swim nakłonili twórców do rozwinięcia programu. Serial miał swoją premierę w grudniu 2013 roku, od razu zyskując przychylne recenzje krytyków. W lipcu 2015 roku ukazał się kolejny sezon. W sierpniu tego samego roku Adult Swim ogłosiło przedłużenie o trzeci sezon, który rozpoczął się 30 lipca 2017 roku.
Serial z pierwszą wersją dubbingu dostępny w serwisie Netflix od 27 sierpnia 2016 roku (wersja ocenzurowana).
Druga wersja dubbingu emitowana na kanale Comedy Central od 28 lipca 2017 roku (wersja bez cenzury).
Od 21 czerwca 2021 roku serial dostępny na platformie HBO GO (serie I-IV z dubbingiem z platformy Netflix). 12 sierpnia tego samego roku został udostępniony dubbing do serii V, również posiadający cenzurę. Seria VI dostępna w serwisie HBO Max od 5 września 2022 roku w wersji bez cenzury. Seria VII dostępna jest od 2023 roku na platformie MAX. Rok później dodano spin-off "Rick and Morty Anime" na MAX.
18 października 2024 roku ogłoszono, że serial „Rick i Morty” został przedłużony o kolejne dwa sezony przez Adult Swim. Oznacza to, że do 2029 roku łącznie ukaże się 12 sezonów. Premiera ósmego sezonu zaplanowana jest na 2025 rok.

## Fabuła
Serial opowiada o przygodach ekscentrycznego, uzależnionego od alkoholu naukowca Ricka Sancheza, któremu towarzyszy jego wnuk Morty. Bohaterowie podróżują po odległych galaktykach oraz alternatywnych rzeczywistościach. W późniejszych odcinkach, sporadycznie towarzyszą im również rodzice Morty’ego: Beth i Jerry oraz jego siostra Summer. Mieszanka niestabilnego już życia rodzinnego w połączeniu z coraz to nowymi pomysłami szalonego ojca Beth dają produkcję przepełnioną nietuzinkowym, czarnym humorem.

## Bohaterowie
- Rick Sanchez – pozbawiony skrupułów genialny naukowiec, intelektualista, ateista[6], ojciec Beth, teść Jerry'ego oraz dziadek Morty’ego i Summer. Jego problemy z alkoholem, kosmiczne eskapady oraz niekonwencjonalne podejście do instytucji takich jak szkoła wywołują u Beth strach o syna. Ricka nudzą przyziemne problemy, członków rodziny traktuje on jak gorszych od siebie, choć w niektórych odcinkach ukazuje swoją wrażliwą i samotną stronę. W cytadeli Ricków określany jest jako Rick z wymiaru C-137. Jego słabą stroną są piraci.
- Mortimer „Morty” Smith – 14-letni wnuk Ricka i jego przeciwieństwo, naiwny i rozchwiany emocjonalnie chłopiec, cechujący się silnym kręgosłupem moralnym i ogromną odwagą, dzięki której nieraz wyciągał dziadka z opresji.
- Beth Smith (z domu Sanchez) – córka Ricka, matka Summer i Morty’ego oraz żona Jerry’ego. Zajmuje się chirurgią koni, lecz jej niespełnioną ambicją jest operowanie ludzi. Na co dzień musi zmagać się z brakiem zadowolenia z życia oraz ze swoim infantylnym mężem.
- Jerry Smith – mąż Beth, zięć Ricka, ojciec Summer i Morty’ego. Jerry sprzeciwia się wpływowi, jaki wywiera Rick na jego syna. Obwinia teścia o swoje problemy w małżeństwie, choć tak naprawdę nikt nie traktuje go poważnie. Pracował w mało wpływowej agencji reklamowej, z której został zwolniony przez niekompetencję.
- Summer Smith – 17-letnia siostra Morty’ego. Wyraża zazdrość o kosmiczne przygody brata i dziadka, dlatego w drugim sezonie zdarza się, że Rick zabiera ze sobą właśnie ją. Summer udowadnia, że czasem potrafi być bardziej kompetentna niż Morty. Jest podobna do matki, lecz wykazuje się większym altruizmem i bezinteresownością.

## Obsada
| Postać                 | Dubbing oryginalny                                | Dubbing polski                | Dubbing polski       | Dubbing polski        | Dubbing polski              |
| Postać                 | Dubbing oryginalny                                | Netflix i HBO                 | Comedy Central       | Comedy Central Family | Polsat Comedy Central Extra |
| ---------------------- | ------------------------------------------------- | ----------------------------- | -------------------- | --------------------- | --------------------------- |
| Rick Sanchez           | Justin Roiland (sezony 1-6) Ian cardoni (sezon 7) | Modest Ruciński               | Wojciech Żołądkowicz | Wojciech Żołądkowicz  | Wojciech Żołądkowicz        |
| Mortimer „Morty” Smith | Justin Roiland (sezony 1-6 Harry Belden (sezon 7) | Michał Głowacki               | Jakub Gawlik         | Jakub Gawlik          | Jakub Gawlik                |
| Beth Smith             | Sarah Chalke                                      | Klementyna Umer               | Karolina Adamczyk    | Karolina Adamczyk     | Karolina Adamczyk           |
| Jerry Smith            | Chris Parnell                                     | Jacek Bończyk                 | Wojciech Paszkowski  | Wojciech Paszkowski   | Wojciech Paszkowski         |
| Summer Smith           | Spencer Grammer                                   | Agnieszka Kudelska            | Marta Wągrocka       | Marta Wągrocka        | Marta Wągrocka              |
| Pan Goldenfold         | Brandon Johnson                                   | Jacek Czyż (sezon 1 i 2)      | Jacek Król           | Jacek Król            | Jacek Król                  |
| Pan Goldenfold         | Brandon Johnson                                   | Grzegorz Pawlak (sezon 3 i 4) | Jacek Król           | Jacek Król            | Jacek Król                  |
| Dyrektor Gene Wagina   | Phil Hendrie                                      | Krzysztof Nowik               | Andrzej Blumenfeld   | Andrzej Blumenfeld    | Andrzej Blumenfeld          |

## Przegląd sezonów
Odcinki:
Główny artykuł: Lista odcinków serialu Rick i Morty
| Sezon | Sezon | Odcinki | Pierwsza emisja      | Pierwsza emisja     | Pierwsza emisja      | Pierwsza emisja  |
| Sezon | Sezon | Odcinki | Premiera sezonu      | Finał sezonu        | Premiera sezonu      | Finał sezonu     |
| ----- | ----- | ------- | -------------------- | ------------------- | -------------------- | ---------------- |
|       | 1     | 11      | 2 grudnia 2013       | 14 kwietnia 2014    | 27 sierpnia 2016     | 27 sierpnia 2016 |
|       | 2     | 10      | 26 lipca 2015        | 4 października 2015 | 27 sierpnia 2016     | 27 sierpnia 2016 |
|       | 3     | 10      | 1 kwietnia 2017      | 1 października 2017 | 5 listopada 2017     | 5 listopada 2017 |
|       | 4     | 10      | 10 listopada 2019    | 31 maja 2020        | 22 grudnia 2019      | 10 czerwca 2020  |
|       | 5     | 10      | 20 czerwca 2021      | 5 września 2021     | 21 czerwca 2021      | 6 września 2021  |
|       | 6     | 10      | 4 września 2022      | 11 grudnia 2022     | 5 września 2022      | 12 grudnia 2022  |
|       | 7     | 10      | 15 października 2023 | 17 grudnia 2023     | 15 października 2023 | 18 grudnia 2023  |